# Ылени
Ылени (Елена; амх. እሌኒ; ? — апрель 1522, Годжам) — одна из жён императора Эфиопии Зара-Якоба. В период с 1508 по 1516 год — регентша при малолетнем императоре Давиде II (Либнэ-Дынгыле), фактическая правительница Эфиопии. Сыграла значительную роль в эфиопской истории, получив известность, прежде всего, благодаря своей активной внешнеполитической деятельности, направленной на сближение с Португалией.
Историк Э. С. Львова считает, что Ылени была самой выдающейся из всех женщин-правительниц африканского континента.

## Биография

### Ранние годы
Ылени, при рождении получившая имя итэ Жан Зэла, была дочерью Мехмеда, гарада (правителя) мусульманского царства Хадия, вассального по отношению к Эфиопии, а также сестрой Махико, наследника и будущего преемника Мехмеда, впоследствии поднявшего мятеж против негуса. Будущая царица воспитывалась, вероятно, как и все девочки в мусульманском мире — в полной покорности мужчинам, и, по всей видимости, не была обучена грамоте. Несмотря на то, что гарад признавал эфиопского негуса своим сюзереном, тот относился к нему с осторожностью, опасаясь, что Мехмед может перейти на сторону противников Эфиопии, правителей мусульманских султанатов на востоке страны. Судя по всему, выдавая дочь замуж за негуса Зара-Якоба, Мехмед рассчитывал тем самым упрочить союз с Эфиопией. Итэ Жан Зэла стала женой Зара-Якоба в 1445 году, будучи на тот момент, по-видимому, ещё в очень юном возрасте. Тогда же она прошла обряд крещения и получила новое имя — Ылени. В гареме она не имела статуса главной жены, хотя и обладала при этом почётным титулом «царицы справа». В отличие от другой супруги Зара-Якоба, матери будущего царя Давида II, она не имела и тронного имени. Кроме того, Ылени была бесплодна, что было катастрофическим для женщины востока. Впрочем, несмотря на это, Зара-Якоб любил её больше, чем коронованную императрицу, и был сильно привязан к молодой жене — помимо того, что Ылени отличалась красотой, она также была высоко образована и проявляла интерес к государственным делам.

### Участие в придворных интригах
26 августа 1468 года Зара-Якоб скончался. В отличие от других эфиопских цариц, обычно замыкавшихся в частной жизни или уходивших в монастырь, после смерти своего супруга Ылени продолжила активно участвовать в политической жизни страны. Преемник Зара-Якоба, его сын Баэда Марьям I, относился к ней благосклонно: в ходе коронационной церемонии он не только подтвердил её привилегированный статус «царицы справа», но и присвоил ей титул «Адмас-Могаса», что явило собой, по всей видимости, дань уважения покойному отцу. С учётом того, что мать Баэды-Марьяма умерла вскоре после рождения последнего, а Ылени к тому моменту уже несколько лет была в числе жён негуса, можно предположить, что преемник Зары-Якоба испытывал подлинно сыновние чувства по отношению к этой женщине. Ылени пережила Баэду Марьяма, который внезапно ушёл из жизни 8 сентября 1478 года в результате отравления. Одна из дворцовых группировок, в которую входила главная жена Зары-Якоба Романэ-Уорк, поспешно возвела на трон его малолетнего сына Ыскындыра. На протяжении шести лет от имени Ыскындыра правил регентский триумвират, а потом юный монарх был убит. Вероятно, организатором убийства был полководец Зэсыллус. Роль Ылени при дворе, тем временем, стремительно возрастала. В напряжённой борьбе за трон, развернувшейся после смерти Ыскындыра, Ылени — видимо, заодно с Зэсыллусом — поддержала кандидатуру Ынко-Ысраэля, брата погибшего негуса. Вскоре, однако, Зэсыллус был обвинён в причастности к убийству Ыскындыра и казнён, а престол занял сын последнего, Ындрыяс, коронованный как Амдэ-Цыйон II. Вскоре после коронации он тоже умер; его преемником стал ставленник провинциальной знати Наод-Кэлейопа. На его правления Ылени имела немалое влияние, особенно в области внешней политики.

### Регентство. Внешняя политика

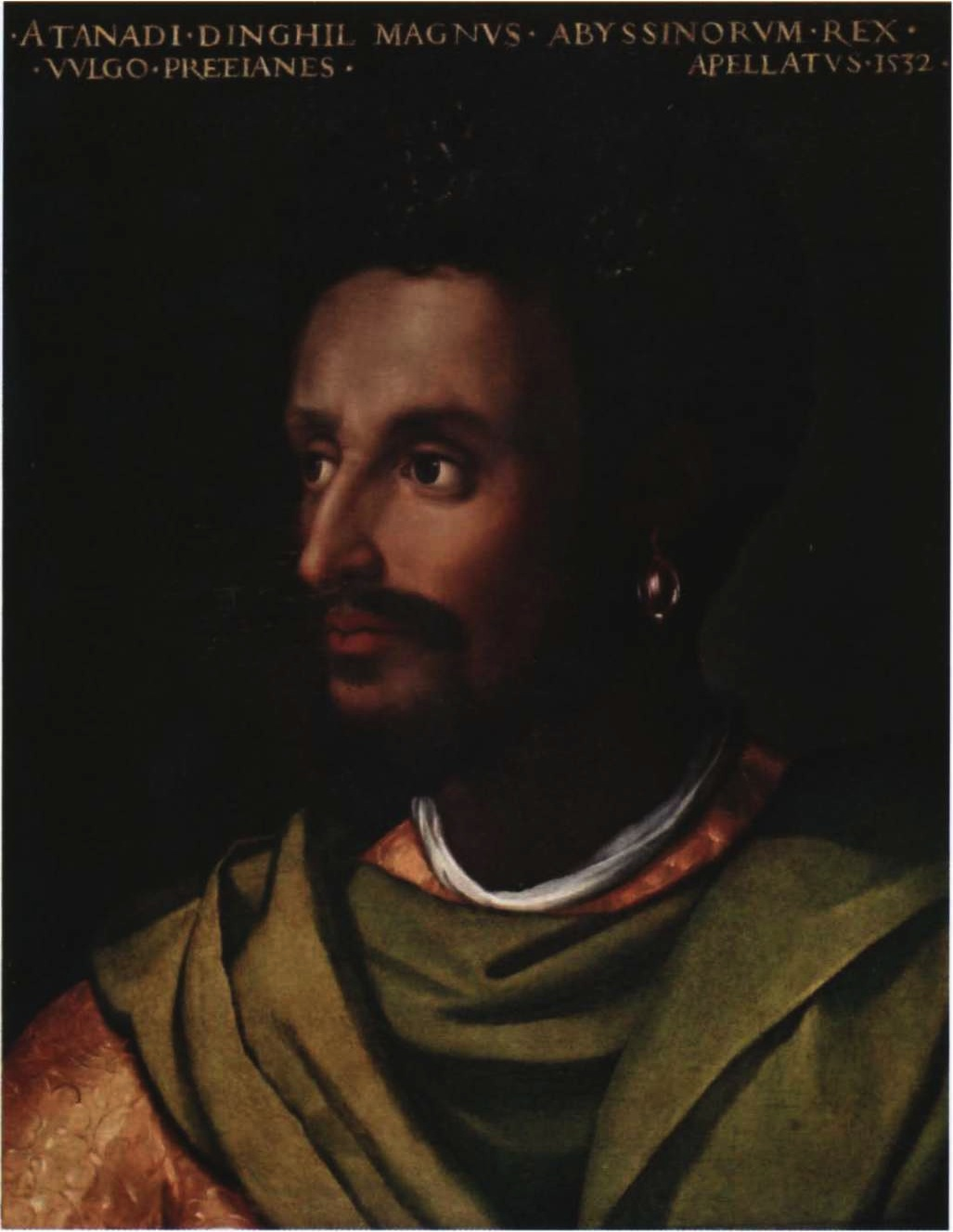
Портрет Либнэ-Дынгыля (Давида II) кисти Кристофано дель Альтиссимо. Ок. 1552—1568, Уффици

После смерти Наода 2 августа 1508 года Ылени активно способствовала тому, чтобы выбор знати пал на его сына, двенадцатилетнего Либнэ-Дынгыля, вошедшего в историю под именем Давида II. С этого момента Ылени надолго стала фактической правительницей страны. Вместе с ней в правлении участвовали Наод-Могэса, мать новоиспечённого монарха, а также правитель Годжама Уосэн-Сэгэд.
Ылени хорошо разбиралась в вопросах христианской теологии. Из-под её пера вышло два религиозных произведения, одно из которых было посвящено Закону Божьему, а другое — Святой Троице и непорочности Девы Марии. Ылени также инициировала переводы религиозных текстов с арабского и греческого языков на геэз. В годы её регентства строились и восстанавливались церкви. Самой величественной из них была церковь Мэртуле-Марьям в Годжаме, выстроенная на собственные средства Ылени. В 1530-х годах Мэртуле-Марьям была разграблена и сожжена по приказу Ахмеда Грана, а затем окончательно разрушена в 1560-х годах, во время массовых миграций оромо. Многие деяния Давида II на внешнеполитическом поприще задумывались Ылени и претворялись в жизнь под её неофициальным контролем. Это касалось, в первую очередь, борьбы против соседних мусульманских султанатов. Ылени считала важнейшим условием процветания и благополучия государства заключение мира с соседями, а также обеспечение условий для торговли на землях, охваченных войной. Однако мусульмане пользовались поддержкой Османской империи, и Ылени понимала, что Эфиопия также нуждается в сильных союзниках. В качестве потенциальных союзников она рассматривала христианские страны Европы, заинтересованные в ослаблении ислама на востоке (мусульмане были серьёзной помехой в торговле с Индией) и способные оказать эфиопскому государству дипломатическую и военную поддержку.
По инициативе Ылени была предпринята попытка установления дипломатических отношений с Португалией, по-видимому, подсказанная посещавшими Эфиопию португальцами. Посольство к португальскому королю Мануэлу I Ылени поручила торговцу Матевосу (Матфею), представителю армянской общины, издавна существовавшей в Эфиопии. Официально Матевос был подданным Османской империи, поэтому он мог не опасаться встречи с турками на пути в Португалию. Кроме того, он слыл человеком осторожным — в своих многочисленных путешествиях Матевосу не раз приходилось сталкиваться с опасностями и преодолевать их. И то, и другое определило выбор кандидатуры на роль посланника в Португалию. С Матевосом Ылени передавала королю послание, написанное ей самой. В нём царица предлагала заключить союз против мусульман, скрепив его династическим браком, и вести с исламскими султанатами совместную борьбу — в частности, она просила португальцев прислать в Красное море свой флот, который, действуя параллельно с сухопутными силами Эфиопской империи, уничтожил бы мусульманское могущество в этом районе. В 1510 году Матевос покинул Эфиопию и спустя три года прибыл в Лиссабон, а в 1515 году, получив ответное письмо Мануэла I, собрался назад, но до Эфиопии не добрался по неизвестным причинам. В 1516 году Ылени попыталась заключить договор о мире и торговле с мамлюкским Египтом, но снова потерпела неудачу — в следующем году умер султан Туман-бей II, и Египет захватили турки. Зато на военном поприще Эфиопию ожидал крупный успех: в 1516 году войска во главе с молодым Давидом II разбили войска эмира Махфуза, совершавшего набеги на соседние районы. Эта победа обеспечила установление мира в Эфиопии на некоторое время и создала видимость стабилизации положения государства. Единственной, кто в полной мере осознавал степень мусульманской угрозы, была Ылени — Давид II же, уверенный в себе, перестал беспокоиться о ситуации на рубежах страны и принялся вести разгульный образ жизни.

### Последние годы
Тем временем, предложения Ылени, полученные Мануэлом I, заинтересовали его — король как раз строил планы относительно дальнейшего укрепления португальских позиций за пределами Европы. В 1518 году монарх направил в Эфиопию своих представителей, но к 1520 году, когда те прибыли к месту назначения, Ылени уже отошла от государственных дел, а Давид II, фактически не имевший отношения к установлению контактов с Португалией, оказал им прохладный приём. Он не хотел устанавливать тесные связи с португальцами, был против создания антимусульманской коалиции и ожидал от иностранцев лишь получения военной помощи и специалистов в области ремесла. В конечном итоге контакты между Эфиопией и Португалией ни к чему не привели. Состарившаяся Ылени, тем временем, прекратила участвовать в политической жизни своей страны. На смену осторожному внешнеполитическому курсу царицы пришла новая, воинственная, политика Давида II. Покинув двор, Ылени перебралась в свой удел в Годжаме и стала вести частную жизнь благочестивой богатой христианки. В апреле 1522 года бывшая регентша скончалась в преклонном возрасте — к моменту смерти возраст Ылени превышал 80 лет. «При дворе ходили многочисленные слухи и разговоры насчёт смерти царицы Ылени. Говорилось, что в связи с её смертью умрут и все они — от мала до велика; и что в ту пору, когда она была жива, все жили и находились под защитой и охраной; и что она для всех была и отцом, и матерью…» — сообщал Франсишку Альвареш.